# Bengt Nordén
Bengt Johan Fredrik Nordén, född 15 maj 1945 i Lund, är en svensk kemist. Han blev 1967 filosofie magister vid Lunds universitet, där han 1971 tog doktorsexamen. 1972 blev han docent i oorganisk kemi i Lund och 1979 professor i fysikalisk kemi vid Chalmers tekniska högskola. Hans forskning har varit inriktad mot framför allt spektroskopi, särskilt polariserad spektroskopi, med koppling till biologiska och medicinskt intressanta molekyler och tillämpningar.
Nordén blev 1984 ledamot av Vetenskaps- och Vitterhetssamhället i Göteborg, 1991 ledamot av Vetenskapsakademien, 1992 ledamot av Fysiografiska sällskapet i Lund, 2005 ledamot av Ingenjörsvetenskapsakademien och 2008 utländsk ledamot av Finska Vetenskaps-Societeten. Han var 1998–2004 ledamot av Nobelkommittén för kemi och var 2001–2003 dess ordförande. Nordén tilldelades Chalmersmedaljen 2017.
Nordén är initiativtagare till Molecular Frontiers Foundation, en organisation för att föra ut information om samhällsnyttan av molekylära vetenskaper till allmänheten.